# Война не-персе
Война не-персе (англ. Nez Perce War) — вооружённый конфликт между США и индейским народом не-персе в 1877 году. После ряда сражений, в которых и армия США, и не-персе понесли серьёзные потери, индейцы сдались. В ходе войны воинов не-персе возглавляли несколько человек, американской армией руководили Оливер Отис Ховард, Джон Гиббон и Нельсон Эпплтон Майлз.

## Предыстория
В 1860 году на землях не-персе было обнаружено золото, и более 10 тысяч белых людей ринулись на территорию резервации племени. Старатели не только добывали золото, но и угоняли лошадей у не-персе. Напряжение между индейцами и американцами нарастало. В 1863 и 1868 годах не-персе подписали ряд договоров с правительством США, в результате которых площадь резервации племени уменьшилась в 7 раз и в неё больше не входили земли многих лидеров племени, включая территорию общины вождя Джозефа-старшего. Старый Вождь Джозеф был против продажи земли, он не присутствовал на переговорах и с условиями новых договоров не был знаком. Его община продолжала занимать свои земли в долине Уаллоуа, сохраняя мирные отношения со своими белыми соседями.
Конфликт начал разгораться, когда белые фермеры захотели завладеть индейскими землями. Весной 1876 года двое поселенцев убили одного индейца, обвинив его в краже лошадей. Обстановка накалялась, и в 1877 году правительство США под давлением белых поселенцев и золотодобытчиков решило выселить оставшихся в долине Уаллоуа не-персе в Айдахо в течение 30 суток. Вождь Джозеф, понимая, что противостоять американской армии его община не сможет, согласился на переселение.

## Начало войны
После переговоров с американскими властями не-персе стали готовиться к переселению в резервацию Лапуай. Не все индейцы были согласны с этим. Вожди успокаивали своих соплеменников — среди не-персе, как и в других индейских племенах, каждый представитель общины имел право на принятие личного решения. Но несмотря на ряд несогласных, некоторые племена начали передвижение на восток.
Но во время одного из привалов группа молодых не-персе совершила нападение на белых фермеров. Лидером этой группы являлся воин, чей отец погиб от рук поселенцев. Узнав об убийствах фермеров, вожди не-персе решили, что войны с белыми теперь не избежать. Однако желания вести активные боевые действия у индейцев не было. Вождь Джозеф впоследствии говорил, что «если бы генерал Ховард дал мне достаточно времени, чтобы собрать табуны, и проявил надлежащее уважение к Тухулхулзоте, то войны бы не было».
Индейцы по хозяйственным соображениям были согласны перебраться в резервацию в течение года. Но генерал Ховард ультимативно предъявил срок в 30 суток, вёл себя крайне оскорбительно по отношению к представителю индейцев и даже посадил его под арест. По мнению вождей индейцев это и было последней каплей.
Генерал Оливер Ховард прибыл в Лапуай 14 июня 1877 года и ожидал прибытия не-персе. Когда он узнал о нападениях на поселенцев, то отправил две роты кавалеристов в район каньона Белой Птицы, надеясь на быструю победу.
Мы отобрали у них землю и средства к существованию, разрушили их образ жизни, их обычаи, принесли им болезни и деградацию, и поэтому против этого они стали воевать с нами. Разве можно было ожидать чего-то иного?
Генерал Шеридан.
Я рассказываю свою историю, чтобы все знали, мы не хотели этой войны. Войну объявляет тот, кто хочет отобрать что-то чужое... я обращаюсь к молодым. Я хочу, чтобы следующее поколение белых знало индейцев и относилось к ним так же, как белые относятся друг к другу.
Воин не-персе Жёлтый Волк.

## Война

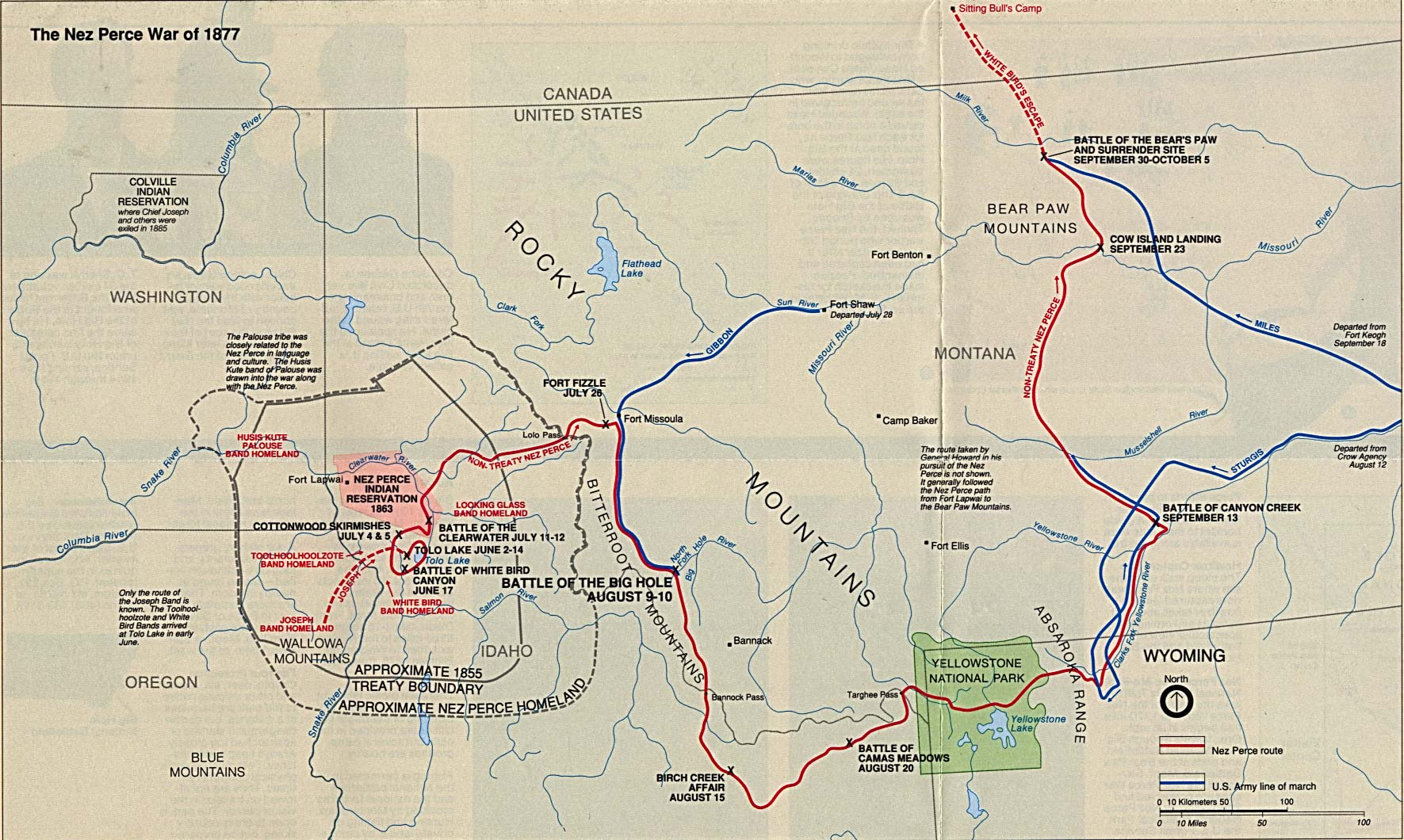
Карта эпического похода не-персе и мест основных сражений

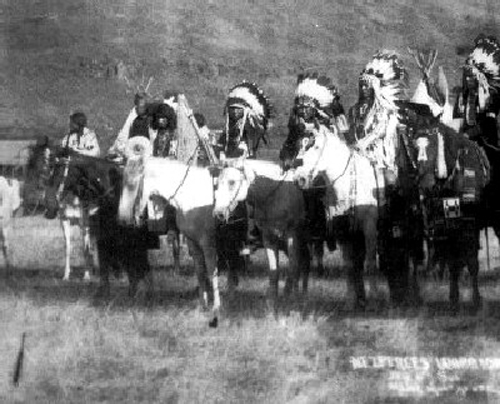
Конные воины не-персе

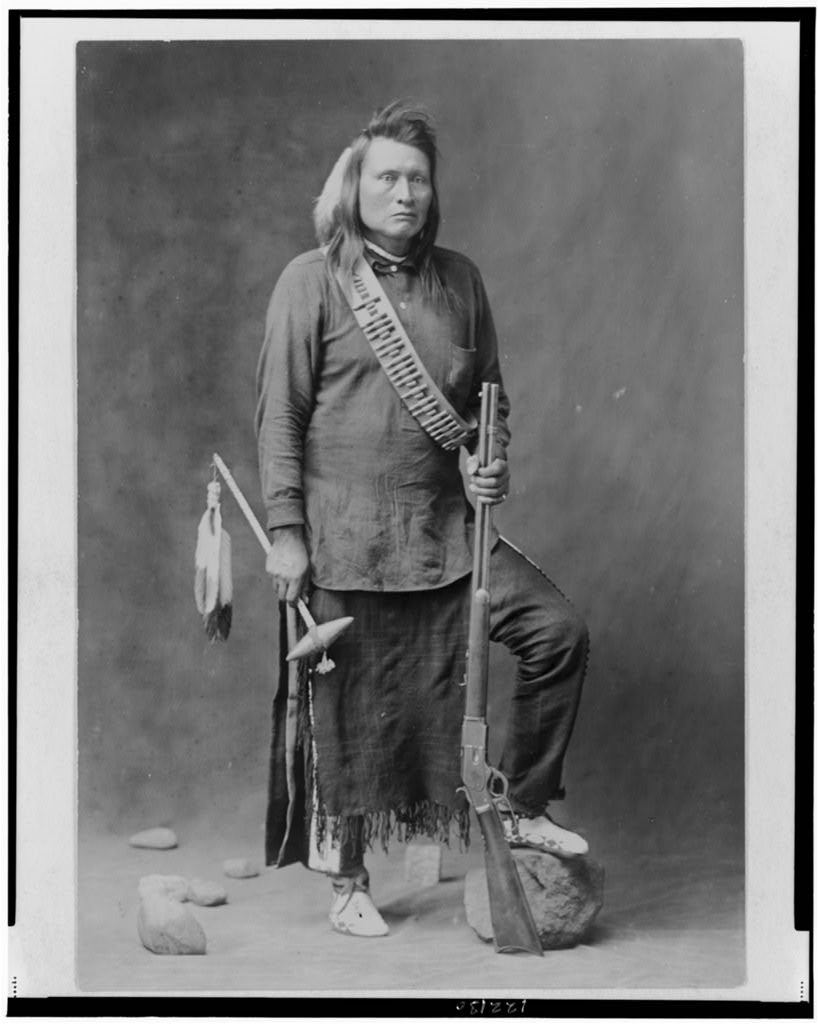
Воин не-персе Жёлтый Волк с магазинной винтовкой винчестер, 1877 год.

Характер этой войны в значительной степени определялся двумя факторами. Во-первых, не-персе были умелыми коневодами и обладали большим табуном выносливых лошадей. (Эти лошади дали начало американской породе аппалуза). Даже при наличии женщин и детей не-персе оказались мобильнее американской кавалерии. Во-вторых, в 1870-х годах в США, в том числе и в руках индейцев, появилась магазинная винтовка винчестер. Это оружие было не только точным и дальнобойным, но и скорострельным. Стрелки не-персе нашли правильную тактику применения нового оружия и доказали американской армии, что эпоха кавалерийских атак уходит в прошлое.
Первоначально не-персе двинулись на Великие равнины, надеясь заключить союз с индейцами кроу. Но получив решительный отказ от кроу и поняв, что американская армия не прекратит свои атаки, они пошли на север в Канаду.
Перед первым боем не-персе ещё раз пытались договориться с американцами, но отряд их парламентёров был обстрелян. После этого в сражении в Каньоне Белой Птицы не-персе нанесли сокрушительное поражение двукратно превосходящим силам противника, не потеряв ни одного воина. Американские войска бежали с поля боя, по всей видимости, бросив не только оружие, но и раненых, и не-персе существенно пополнили свой арсенал. Далее в сражении при Коттонвуд и сражении при Клируотер не-персе, отступая или обходя противника, нанесли ему существенные потери, практически без потерь со своей стороны.
Когда не-персе вошли в Монтану, белые поселенцы во главе с губернатором штата договорились с не-персе о мире и отказались помогать армии США добровольцами. Индейцы не вполне понимали, что воюют не против отдельных белых племён, а против мощного государства. Успешно отбив атаки и не видя враждебности со стороны местных белых, они наивно полагали, что их больше не будут атаковать, и потеряли осторожность. В сражении при Биг-Хоул, после неожиданной атаки американцев на лагерь не-персе и последующей контратаки индейцев, обе стороны понесли тяжёлые потери, причём индейцы потеряли много женщин и детей.
С одной стороны, война ожесточилась — молодые воины не-персе стали убивать случайно попавших под руку белых мужчин. С другой стороны, оба противника стали значительно осторожнее, и последующие стычки, кроме последней, не приводили к значительному кровопролитию. Американцы наняли в разведчики большое количество других индейцев, в первую очередь шайеннов, но также лакота, кроу и баннок. Предполагалось лишить не-персе мобильности и в качестве трофеев индейцам были обещаны все лошади не-персе, которых они смогут угнать. В стычке при Кау-Крик индейцы угнали у не-персе 400 лошадей, что снизило скорость их движения.
Эпический 1800-километровый боевой поход не-персе по четырём штатам завершился только в октябре, всего в 70 километрах от границы Канады, куда индейцы стремились. Генерал Ховард намеренно замедлил движение своих войск, и уставшие индейцы, ориентируясь на его перемещения, тоже стали двигаться медленнее. В это время к ним быстро и скрытно двигался другой отряд американцев под командованием полковника Майлза. В сражении при Бэр-По этот отряд в результате быстрой атаки лишил индейцев лошадей, но последующие две атаки двукратно превосходящих сил американцев на лагерь индейцев были отбиты с большими потерями с обеих сторон. Небольшая часть не-персе успела уйти в Канаду, но большинство индейцев ночью окопались в лагере по всем правилам военной науки. На следующий день американцы отказались от штурма. После нескольких дней осады, поверив обещаниям американцев, не имея еды, лошадей и тёплой одежды в уже морозную погоду, индейцы сдались.

## Последствия

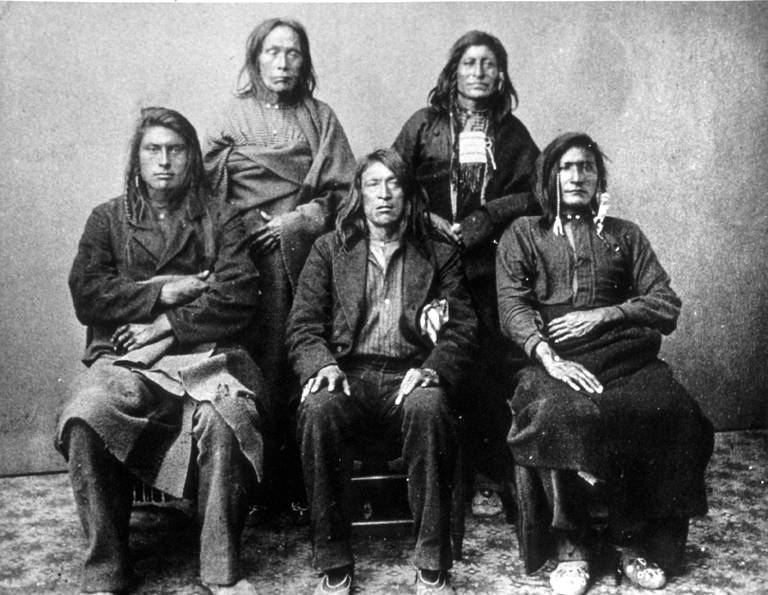
Измождённые воины не-персе в плену у американцев на пути в резервацию.

Несмотря на значительные потери со стороны американцев, стойкое и умелое сопротивление не-персе возбудило симпатии к индейцам не только со стороны американской публики, но и среди офицеров армии. Во время переговоров о сдаче Ховард и Майлз, по всей видимости искренне, обещали не-персе, что они вернутся в свою резервацию в Айдахо без каких-либо репрессий. Но генерал армии Шерман приказал отправить не-персе в Канзас. Шерман, говоря в адрес индейцев хвалебные слова, решил примерно наказать не-персе, дабы другим индейцам было неповадно восставать против власти американцев. «Я поверил генералу Майлзу, иначе я бы не сдался», — говорил впоследствии Джозеф.
Майлз сопроводил пленных в форт Кеог, куда они прибыли 23 октября и где оставались до 31 октября. Затем здоровые воины своим ходом были отправлены в форт Буфорд на слиянии рек Йеллоустон и Миссури. 1 ноября больные, раненые, женщины и дети были оправлены в этот форт на легких открытых судах.
Далее не-персе частично своим ходом, частично на судах были отправлены в город Бисмарк.
Большинство горожан вышло приветствовать не-персе и солдат и предложило им обильное угощение. 23 ноября не-персе вместе со всем имуществом погрузились в поезд и были отправлены в форт Ливенуорт в Канзасе.
Несмотря на протесты коменданта форта генералу Шеридану индейцев заставили жить заболоченной низине. «Это было ужасно», — писал очевидец, — «400 несчастных, беспомощных, истощённых человеческих подобий в малярийной атмосфере речной низины». Джозеф в январе 1879 года поехал в Вашингтон, с просьбой разрешить его людям вернуться в Айдахо или хотя бы перебраться в Оклахому. Он встретился с президентом и был встречен аплодисментами в Конгрессе, но оппозиция в Айдахо не позволила правительству США разрешить не-персе возвращение на родину. Вместо этого не-персе отправили в небольшую резервацию в Оклахоме около Тонкавы. Условия жизни в «горячей стране» были для не-персе немногим лучше, чем в Ливенуорте.
Только в 1885 году Джозефу и 268 выжившим не-персе разрешили вернуться на северо-запад США, но не в бывшую резервацию не-персе, а в резервацию Колвилл в штате Вашингтон.

## В кино
- «Я больше никогда не буду воевать» (I Will Fight No More Forever) — режиссёр Ричард Т. Хеффрон (США, 1975)